# Надь, Йожеф (1960)
Йо́жеф На́дь (венг. Nagy József; род. 21 октября 1960, Nádasd, Ваш) — венгерский футболист, играл на позиции полузащитника, участник чемпионата мира 1986 года.

## Биография

### Клубная карьера
Надь начал профессиональную карьеру в клубе «Халадаш», за который играл в течение 10 сезонов, сыграв за эту команду 184 матча и забил 28 мячей. Покинув «Халадаш» играл за «Сабарию», а завершил карьеру в австрийском «Хартберге» в возрасте 31 года.

### Карьера в сборной
Надь вошёл в состав сборной Венгрии для участия в чемпионате мира 1986 года, но на турнире не сыграл ни минуты. Всего за сборную Венгрии сыграл один матч со сборной Алжира, который венгры выиграли со счётом 3:1.